# Mitrovica (Kosovo)
Mitrovica (albanisch auch Mitrovicë, serbisch Косовска Митровица Kosovska Mitrovica) ist eine Stadt im Norden des Kosovo. Sie wird durch den Ibar in einen nördlichen, vorwiegend serbischsprachigen Teil (Nord-Mitrovica) und einen südlichen, vorwiegend albanischsprachigen Teil gespalten. Auch administrativ gehören diese zwei Stadthälften seit 2008 zu unterschiedlichen Gemeinden: Der größere Süden ist Teil der Gemeinde Mitrovica e Jugut, währenddessen der Norden die Gemeinde Severna Kosovska Mitrovica bildet. Die Stadt ist jeweils Verwaltungssitz dieser beiden Gemeinden und zudem der Sitz des Bezirkes Mitrovica.

## Geographie

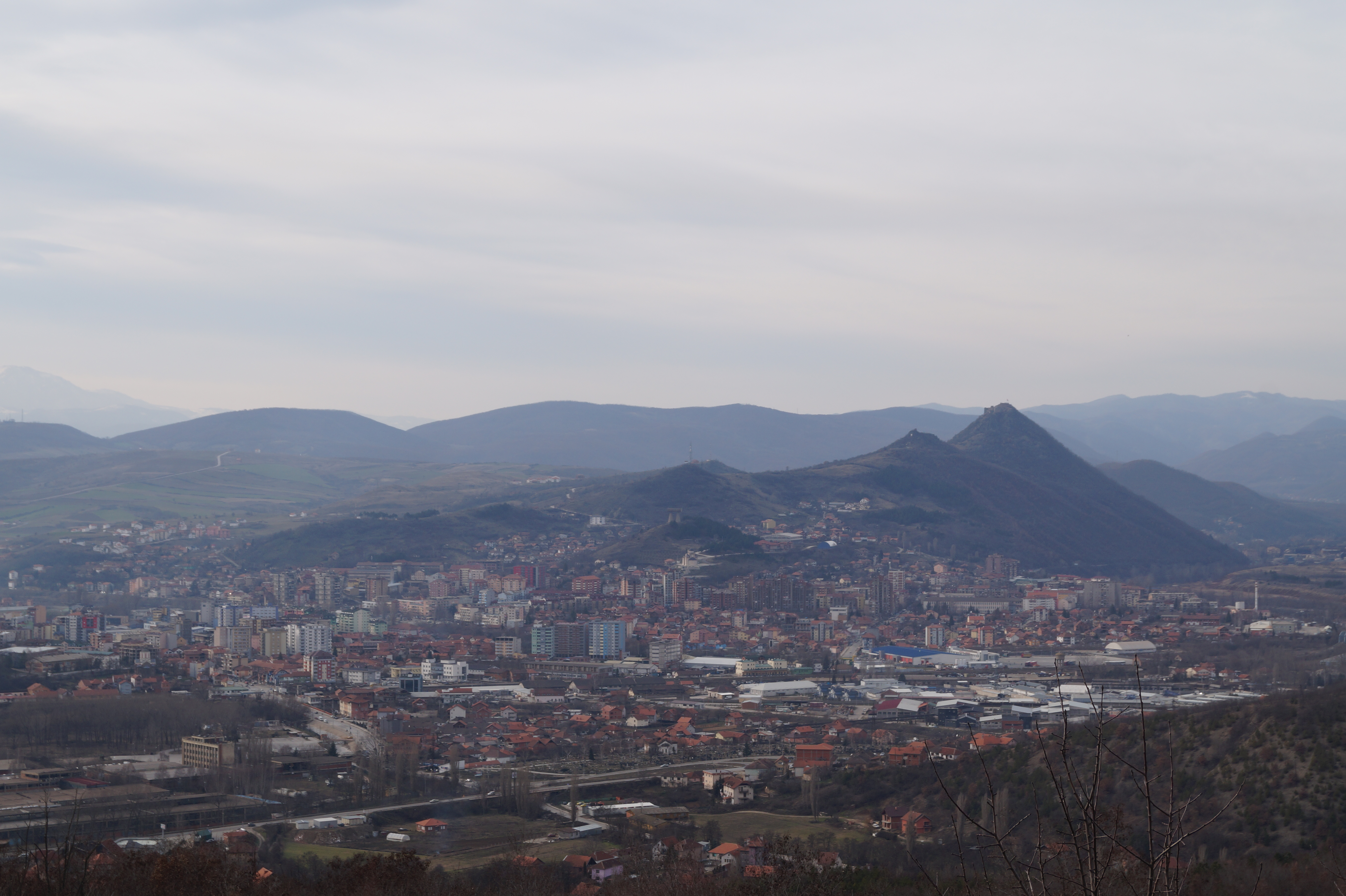
Ausblick über Mitrovica auf die sich nördlich und westlich anschließende Hügellandschaft. Der markante Hügel rechts ist der Festungshügel von Zvečan.

Mitrovica liegt am südwestlichen Rand des Kopaonik-Gebirges im Hügelland zum südlich angrenzenden Amselfeld. Der Ibar durchfließt die Stadt aus Westen kommend und nimmt die von Süden kommende Sitnica gleich im Norden des Stadtgebiets auf und mündet bei Kraljevo in die Westliche Morava. Von allen Seiten ist Mitrovica von durchschnittlich 700 Meter hohen, bewaldeten Hügeln umgeben; nur im Südosten öffnet sich das Amselfeld.
Das kontinentale Klima herrscht hier im Hügelland vor.
Außerhalb des Zentrums gliedert sich die Stadt in mehrere Stadtteile. Nördlich des Ibar befinden sich die recht zentral gelegene Bošnjačka mahala (albanisch Lagjja e Boshnjakëve) sowie Mikronaselje (Kodra e Minatorëve) und Brđane (Kroi i Vitakut). Auf der Südseite liegen der Hügel Bajri und die Stadtteile Ura e Gjakut, Ilirida (serbisch Tavnik), Lagjja Tjegullore und Lagjja 2 Korriku.
An der südlichen Stadtgrenze schließen sich die Ortschaften Zhabar und Shipol an.

## Geschichte

### Antike
Die strategisch günstige Lage an der Mündung zweier Flüsse führte dazu, dass die heutige Stelle Mitrovicas bereits in der Urgeschichte besiedelt wurde. Diese Tatsache wird durch zahlreiche Funde, die aus der Jungsteinzeit stammen, belegt.
In der Antike lebte hier der illyrische Stamm der Dardaner. Bei Ausgrabungen in und um Mitrovica wurden unter anderem eine illyrische Nekropole sowie mehrere Statuen aus der Zeit entdeckt. Es wird angenommen, dass die Wirtschaft Dardaniens in erster Linie auf Ackerbau und Viehzucht basierte. Zudem fand man aus dieser Zeit stammende Reste von Metallschlacke, bei denen es sich um die ältesten Nachweise des Bergbaus im Kosovo handelt.
Ab dem 1. Jahrhundert gehörte die Gegend zum Römischen Reich, später zum Byzantinischen Reich.

### Mittelalter
Die nahezu über Jahrhunderte hinweg konstante byzantinische Herrschaft über das heutige Mitrovica wurde von 897 bis 927 durch eine Episode der bulgarischen Herrschaft unter Simeon I. unterbrochen. Ab 1185 gehörte die Gegend zum Serbischen Reich der Nemanjiden, welches immer weiter südwärts expandierte. Mitrovica war zunächst eine dörfliche Siedlung in Raszien, die im 14. Jahrhundert – während der wirtschaftlichen Blütezeit Serbiens – zu einer Stadt heranwuchs. Der Ort erhielt seinen Namen nach einer dem Hl. Dimitrios geweihten Kirche, um welche herum sich die Siedlung ausbreitete. 1455 wurde in osmanischen Dokumenten das Dorf Dimitrovce erwähnt.
Mitte des 15. Jahrhunderts kam die Stadt unter osmanische Herrschaft und blieb dies bis zum Ersten Balkankrieg (1912–1913).

### Neuzeit

Bahnhof von Mitrovica, 1894

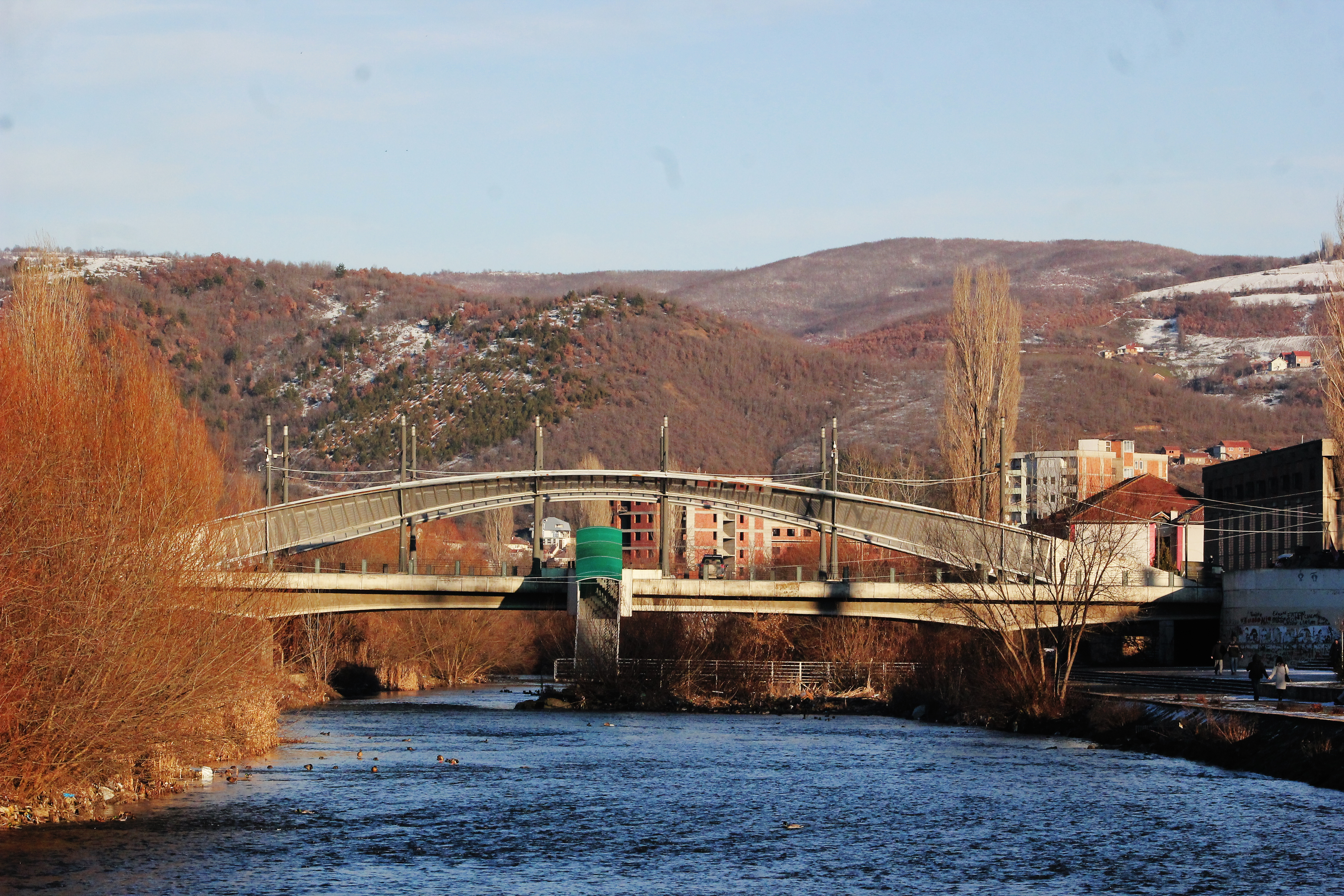
Die Brücke über den Ibar, die den südlichen mit dem nördlichen Stadtteil verbindet.

1689 wurde die Stadt durch österreichische Truppen unter General Piccolomini zerstört, woraufhin sie an Bedeutung verlor. Wirtschaftlichen Aufschwung erlebte sie erst wieder ab 1873/74, als Mitrovica seine erste Bahnverbindung erhielt. Ihren Ausgangspunkt hatte diese durch die von Baron Hirsch geleitete Compagnie des Chemins de Fer Orientaux gebaute und betriebene Strecke in der damals ebenfalls noch türkischen Hafenstadt Thessaloniki.
Einen weiteren Entwicklungsanstoß gab die Entdeckung von Bleierz, zu dessen Förderung mehrere Bergwerke geteuft wurden.
Als auf dem Berliner Kongress Serbien und Montenegro ihre Unabhängigkeit erlangten, verblieb Mitrovica im Sandschak von Novi Pazar, der weiterhin unter osmanischer Hoheit und Verwaltung stand, aber vertragsgemäß von österreichischen Truppen besetzt wurde. Nach dem Ersten Balkankrieg kam es 1913 zum Königreich Serbien, das am 29. Oktober 1918 im Königreich der Serben, Kroaten und Slowenen aufging, 1929 in Königreich Jugoslawien umbenannt. 1941 bis Herbst 1944 war die Gegend von Truppen der Wehrmacht besetzt; diese wurden 1944 von einer Offensive der Roten Armee vertrieben.
1981 lebten in der Stadt 105.000 Menschen, davon bezeichneten sich 66.500 als Albaner und 20.000 als Serben und Montenegriner.
Von 1982 bis 1991 hieß die Stadt Titova Mitrovica (alb. Mitrovica e Titos), nach Josip Broz Tito.

### Teilung nach 1999
Nach dem Kosovokrieg 1999 wurde die Stadt in einen Südteil mit fast ausschließlich albanischer Bevölkerung (ca. 60.000 Einwohner) und einen Nordteil mit überwiegend serbischer (ca. 13.000 Einwohner) Bevölkerung aufgeteilt. Die beiden Stadtteile sind durch zwei Straßenbrücken und einen Fußgängersteg über den Fluss Ibar verbunden. Die Stadt wird wie alle Städte des Kosovo von KFOR-Truppen bewacht.
In Kosovska Mitrovica, wo am 17. März 2004 die landesweiten, pogromartigen März-Ausschreitungen begannen und wo sich im Gegensatz zu vielen anderen Orten im Kosovo auch KFOR-Soldaten und UNO-Polizei den in den serbischen Nordteil der Stadt vordringenden Kosovo-Albanern entgegenstellten, gab es die meisten Toten während der März-Ausschreitungen. Im Gegensatz zu allen anderen Regionen im Kosovo traf der gewalttätige kosovo-albanische Mob in Kosovska-Mitrovica auf bewaffnete kosovo-serbische Gegenwehr. Als etwa 3000 Kosovo-Albaner unter Einsatz von Schusswaffen die UN-Checkpoints an der Ibar-Brücke durchdrangen, wurden sie von serbischen Selbstverteidigungskräften am Eindringen in den serbischen Nordteil gehindert. Bereits am ersten Tag der Ausschreitungen wurden mindestens 200 Verletzte aus den bewaffneten Zusammenstößen gemeldet, darunter mindestens 13 französische KFOR-Soldaten. Noch am selben Abend verhängten UN-Kräfte eine Ausgangssperre unter der Androhung, bei Missachtung auf jede Person in der Straße zu schießen. Das Personal der UNO wurde von der KFOR aus der Stadt evakuiert.
Nach der Trennung lag die serbisch-orthodoxe Kirche Sankt Dimitri im albanischen Teil der Stadt und ist seit den Unruhen vom März 2004 unzugänglich. Als Ersatz wurde auf einem Hügel im serbischen Stadtteil eine neue Kirche gebaut und 2005 eingeweiht.
Auf den Trümmern von 2004 ebenfalls zerstörten Häusern am Westrand der Stadt wurde mit internationalen Hilfsgeldern eine Siedlung für Roma-Flüchtlinge angelegt. Im September 2007 waren dort etwa ein Dutzend Ziegelhäuser fertiggestellt.

### Seit der Unabhängigkeitserklärung des Kosovo
Nach der Räumung des von Serben besetzten Gerichtsgebäudes im Nordteil von Mitrovica am 17. März 2008 wurden bei gewalttätigen Ausschreitungen etwa 140 Menschen verletzt. Ein ukrainischer UN-Polizist erlag seinen schweren Verletzungen. Die UN-Polizei war zuvor angeblich mit Feuerwaffen angegriffen worden.
Von Juni 2008 bis 2013 war der Nordteil von Mitrovica de facto Sitz des Parlaments der serbischen Gemeinschaft der Gemeinden der Autonomen Provinz Kosovo und Metochien, welches von der Regierung in Pristina nicht anerkannt wurde.

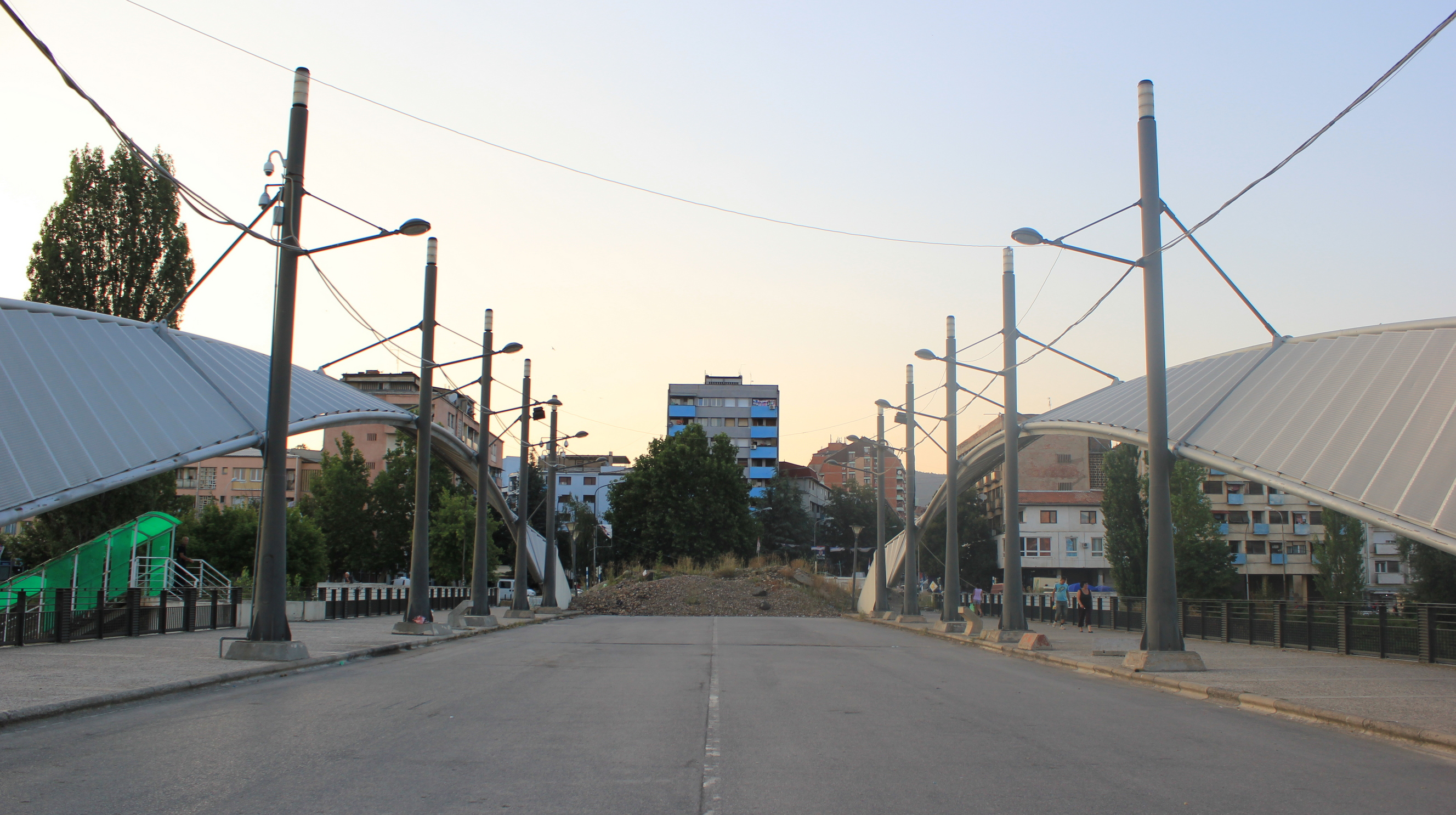
Barrikade auf der Ibar-Brücke, vom Süden nach Norden gesehen (2013)

Im Juli 2011 eskalierte ein Zollkonflikt zwischen Serbien und Kosovo, der in die Errichtung von Straßenbarrikaden im Nordkosovo durch Serben mündete. Am Nordende der Ibar-Brücke und am Eingang zur Bošnjačka mahala blockierten Serben durch aufgeschüttete Erde, Steine, Beton und Autowracks die Straßenverbindungen in den Südteil der Stadt. Auch in der umliegenden Landschaft wurden Landstraßen provisorisch versperrt. Nach internationalem Druck – auch aus Serbien – zur Entfernung der Barrikaden ersetzten die Serben 2014 den Schutthaufen auf der Ibar-Brücke durch den sogenannten Friedenspark, welcher aus Pflanzenkübeln und einer kleinen Rasenfläche bestand.
2017 sind im Rahmen von städtebaulichen Maßnahmen die restlichen Barrikaden und der Friedenspark entfernt worden. Ein Bauprojekt im Zentrum und die Rehabilitierung der Ibar-Brücke soll die beiden Stadthälften faktisch wiedervereinigen.
Am 16. Januar 2018 wurde Oliver Ivanović, ein Politiker der serbischen Minderheit im Kosovo, vor der Zentrale seiner Partei in Mitrovica von bisher Unbekannten erschossen.

## Bevölkerung

### Nordteil der Stadt
Da die kosovarische Volkszählung 2011 in den vier Gemeinden des Nordkosovo – darunter Nord-Mitrovica – nicht stattfand, beruhen Angaben zur dortigen Bevölkerung auf Schätzungen. Die OSZE taxierte 2015 eine Einwohnerzahl von 29.460, hiervon 22.530 Serben, 4900 Albaner, 1000 Bosniaken, 580 Goranen, 240 Roma und Aschkali sowie 210 Türken. Gemäß Zentraler Wahlkommission des Kosovo waren im November 2013 in der Gemeinde 27.936 Wahlberechtigte registriert; diese Zahl umfasst aber auch im Ausland lebende Personen.

### Südteil der Stadt
Die Volkszählung von 2011 ergab für Süd-Mitrovica 33.904 Einwohner. Davon bezeichneten sich 31.646 (93,34 %) als Albaner, 1179 (3,48 %) als Roma, Aschkali und Balkan-Ägypter, 515 (1,52 %) als Türken, 340 als Bosniaken, 23 als Goranen und 13 als Serben. 36 gehörten anderen Ethnien an, 53 gaben keine Auskunft zur Ethnie und von 99 Personen sind diesbezüglich keine Daten vorhanden.
| Volkszählung | 1948   | 1953   | 1961   | 1971   | 1981   | 1991   |
| ------------ | ------ | ------ | ------ | ------ | ------ | ------ |
| Einwohner    | 13.901 | 17.195 | 26.721 | 42.160 | 52.866 | 64.323 |

## Kultur und Sehenswürdigkeiten

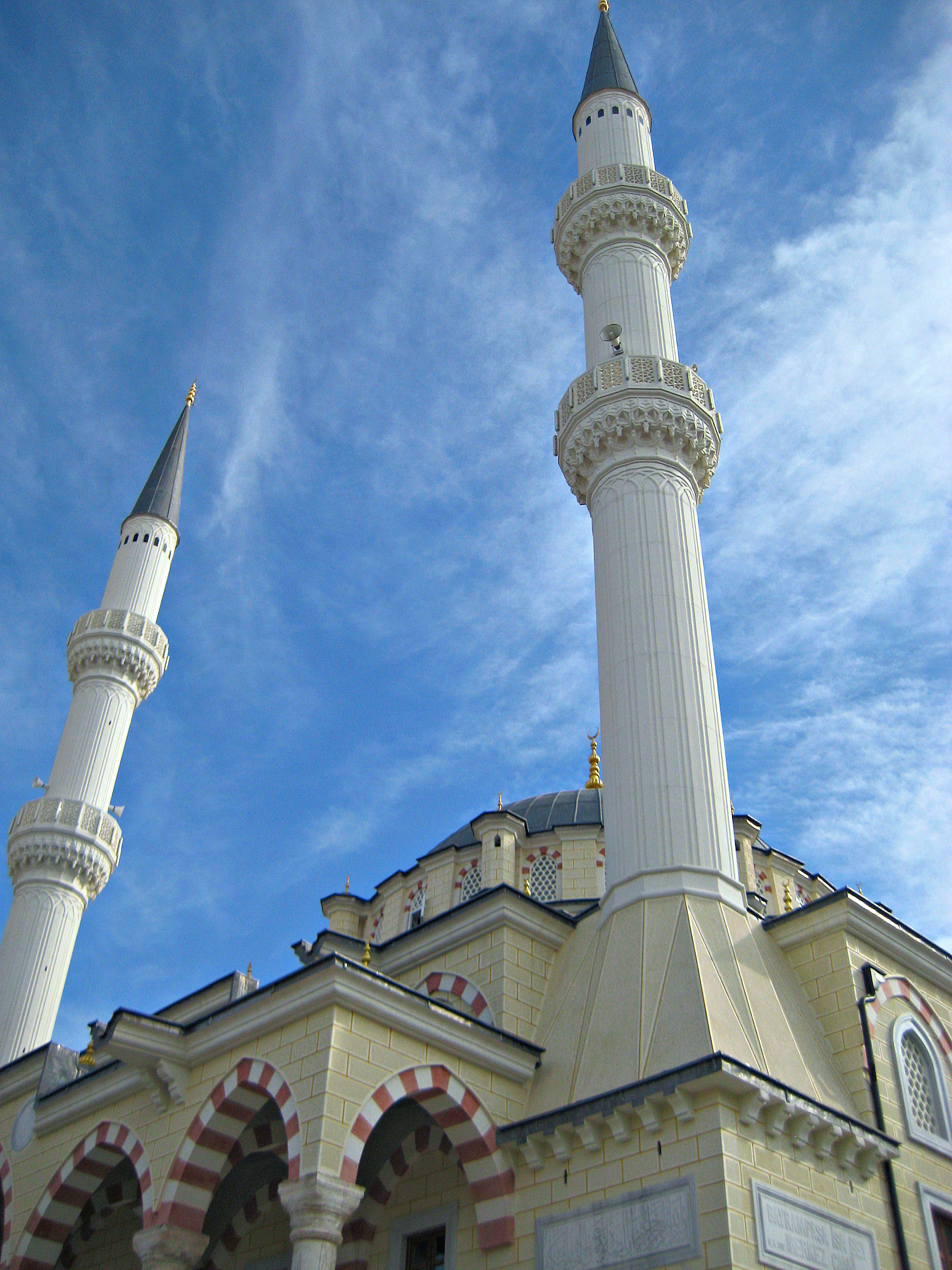
Die nach dem Kosovokrieg neu gebaute Zentralmoschee von Mitrovica

In Mitrovica befinden sich die drei Gemeindebibliotheken Latif Berisha, welche man in der Stadt sowie in den Dörfern Bare und Tunel i Parë findet. Die Besucherzahl im Stadtmuseum, welches sich in den Räumlichkeiten des ehemaligen Hamams von Mitrovica befindet, steigt stetig. Im Dorf Boletin befindet sich die Boletin-Festung, welche im Jahr 2010 restauriert wurde. Das Kulturhaus Rexhep Mitrovica wird zurzeit nicht genutzt. Außerdem befinden sich in Mitrovica das Stadttheater Sandër Prosi sowie die Amateurtheater Aleksandër Moisiu, Kacageli, Showmeselation und weitere. Eine Musik- und Tanzgruppe sowie die Literaturgruppe Lumi i Bardhë findet man ebenfalls in der Stadt.

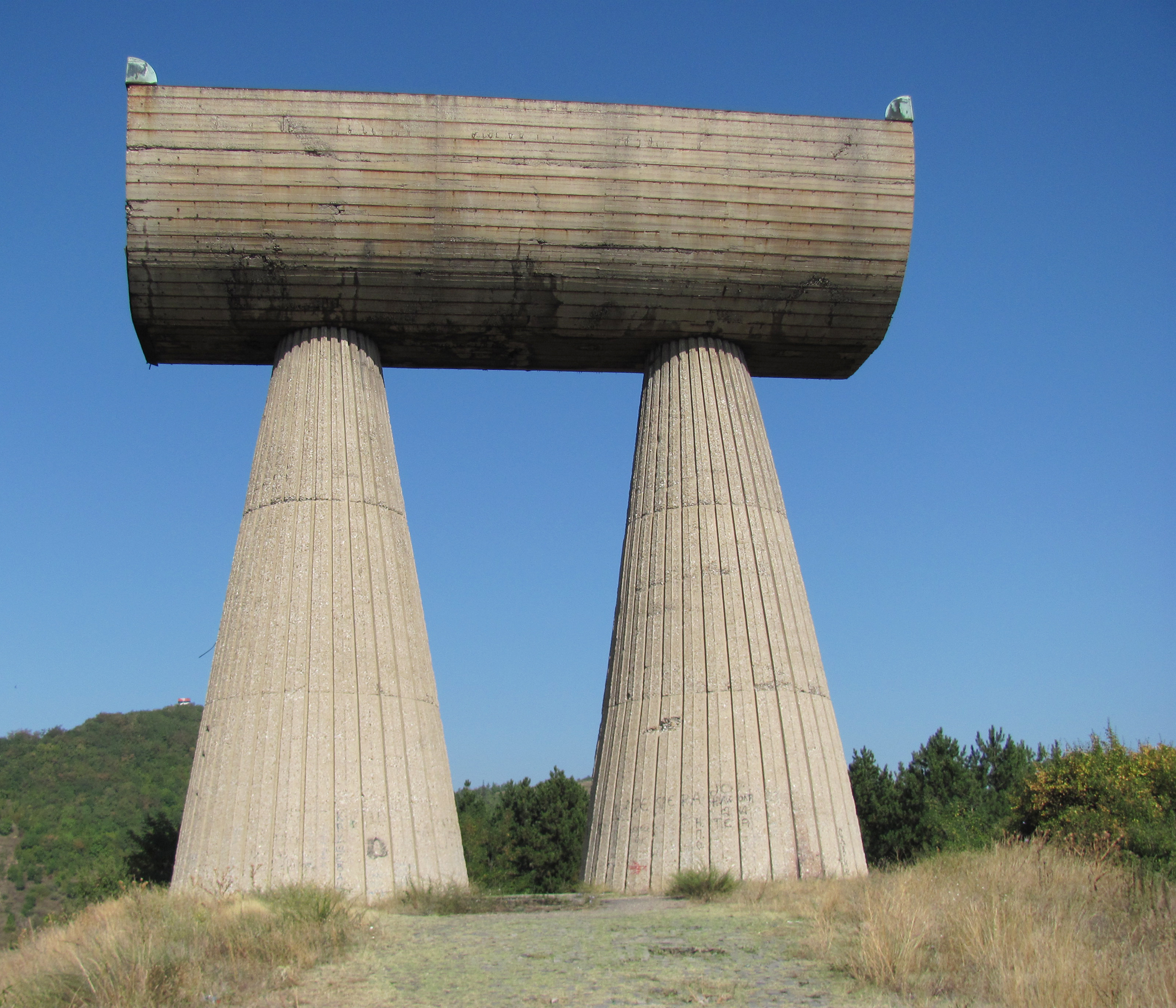
Nahaufnahme des Partisanenmonuments

Auf einem Hügel am nördlichen Rand der Stadt thront das Monument der serbischen und albanischen Partisanen, welches von der ganzen Stadt aus sichtbar ist. Es erinnert an im Zweiten Weltkrieg gefallene Partisanen und gilt als Wahrzeichen der Stadt.

### Medien
In der Stadt sind drei Radiostationen sowie der Privatfernsehsender TV Mitrovica aktiv.

### Sport
In der Gemeinde gibt es 23 Vereine, die in 17 verschiedene Sportarten gegliedert sind. Mitrovica ist mit der KF Trepça’89 und KF Trepça neben der Hauptstadt Pristina die einzige Stadt in Kosovo, welche lange Zeit mehr als einen Fußballverein in der Raiffeisen Superliga darstellte. Trepca stieg jedoch in der Saison 2016/17 ab. Neben den lokalen Fußballvereinen stellt Mitrovica auch in Sportarten wie Handball und Basketball (KB Trepça) Mannschaften in den besten Ligen. 

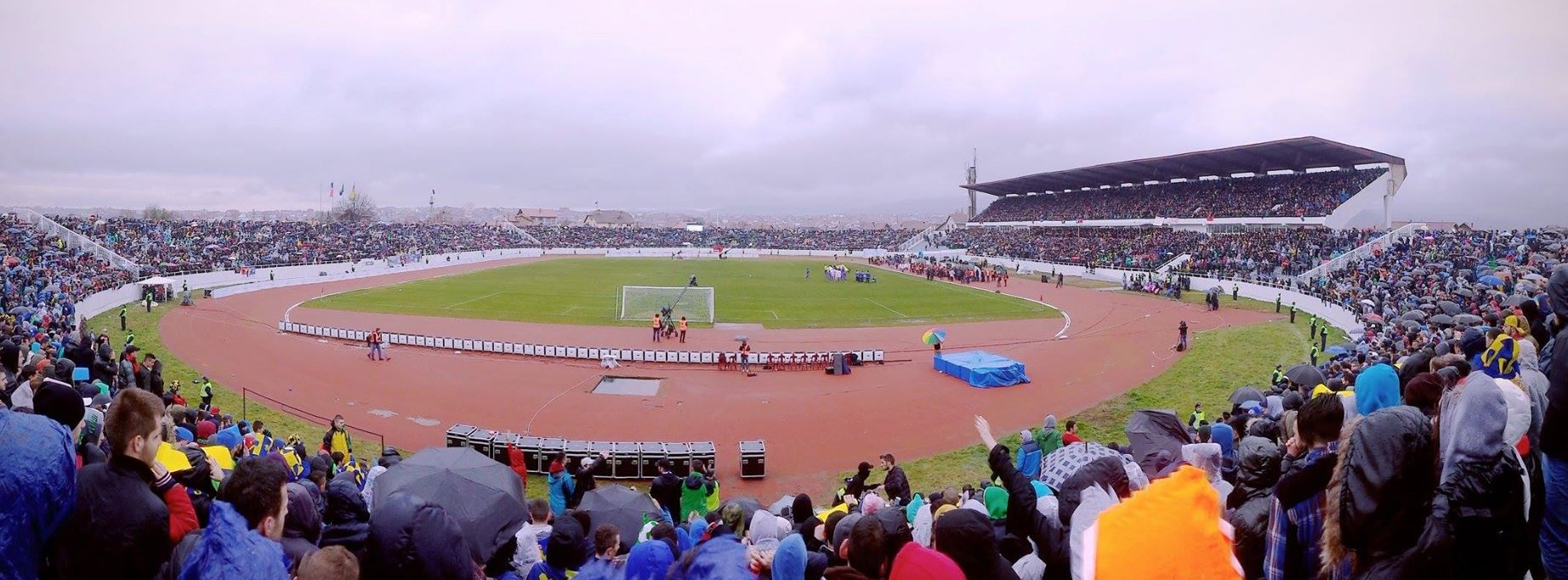
Adem-Jashari-Stadion

In Mitrovica findet man folgende Sportspielstätten:
- Die Minatori-Mehrzweckhalle
- Adem-Jashari-Stadion (bzw. Trepça-Stadion)
- Kleinsportstadion Fatime Xhaka
- Fußballstadion Riza Lushta
- Fußballstadion Ismet Sejdiu im Dorf Bair
- Stadion Nexhat Taraku
- Fußballstadion im Dorf Kçiq i Madh
- Fußballstadion im Dorf Koshtovë

## Infrastruktur

### Bildung
Im Nordteil der Stadt befindet sich die Technische Hochschule Mitrovica, die einzige höhere Lehranstalt im Kosovo mit überwiegend serbischsprachigem Kursangebot. Im Juli beherbergt sie eine englischsprachige Summer School.

### Verkehr
Mitrovica besitzt gute Straßenverbindungen mit Zvečan (Norden), Podujeva (Nordosten), Vushtrria (Südosten), Skënderaj (Süden) und Zubin Potok (Westen). Es liegt an einer wichtigen Hauptstraße, die Kosovo mit Serbien verbindet. Auch die E 65 führt im Süden um die Stadt.
Mitrovica liegt an der zur Eisenbahngesellschaft Hekurudhave të Kosovës gehörenden, zurzeit nicht durchgängig betriebenen Bahnverbindung von Kraljevo über Fushë Kosova nach Skopje, die einst eine wichtige jugoslawische Transversale darstellte und auf der sogar der internationale Schnellzug Akropolis-Express verkehrte. Auf der Strecke nach Fushë Kosova betreibt die Eisenbahngesellschaft Trainkos unregelmäßigen Güterverkehr, Personenzüge verkehrten derzeit nicht.
Vom Nachbarort Zvečan nach Kraljevo betreibt die serbische Bahngesellschaft Železnice Srbije sowohl Güter- als auch zweimal täglich Personenverkehr mit modernen Dieseltriebwagen. Zwischen Mitrovica und Zvečan ist die Strecke zurzeit komplett eingestellt.

## Wirtschaft
Die Stadt lebte im 20. Jahrhundert nahezu vollständig vom inzwischen geschlossenen Industriekomplex Trepča, in dem Gold, Silber, Kupfer, Blei und Bismut abgebaut wurden. 1999 wurden in unmittelbarer Nähe des ehemaligen Industriekombinats mehrere UN-Flüchtlingslager eingerichtet.
Die Mine, die das größte unterirdische Bergwerk in Europa ist, wurde nach dem Kosovokrieg durch die KFOR aus Umweltschutzgründen geschlossen. Heute ist sie in beschränktem Rahmen wieder in Betrieb und stellt ausschließlich Blei- und Zinkkonzentrat her, das aber nicht wie früher vor Ort eingeschmolzen und weiterverarbeitet wird. Teile der ehemaligen Abraumhalden enthalten eine so hohe Konzentration an seltenen Erden, dass sich ein Verkauf des Abraums zur Weiterverarbeitung lohnt. Der Abraum ist aber so stark kontaminiert, dass er nicht via Landweg durch die Europäische Union transportiert werden darf. Alle ehemaligen weiterverarbeitenden lokalen Industrien (Zink- und Bleiwerke) sind nach wie vor geschlossen.
Große Teile der Bevölkerung sind wie im ganzen Land arbeitslos. Sozialhilfe gibt es im Kosovo wenig bis kaum. Die wenigen Erwerbstätigen arbeiten im Handelssektor, viele sind auch in Dienstleistungen tätig. Die Landwirtschaft hat viel an Bedeutung verloren, heute ist nur ein Bruchteil in diesem Bereich tätig.

## Persönlichkeiten

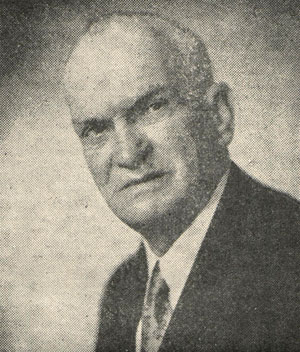
Rexhep Mitrovica, albanischer Politiker

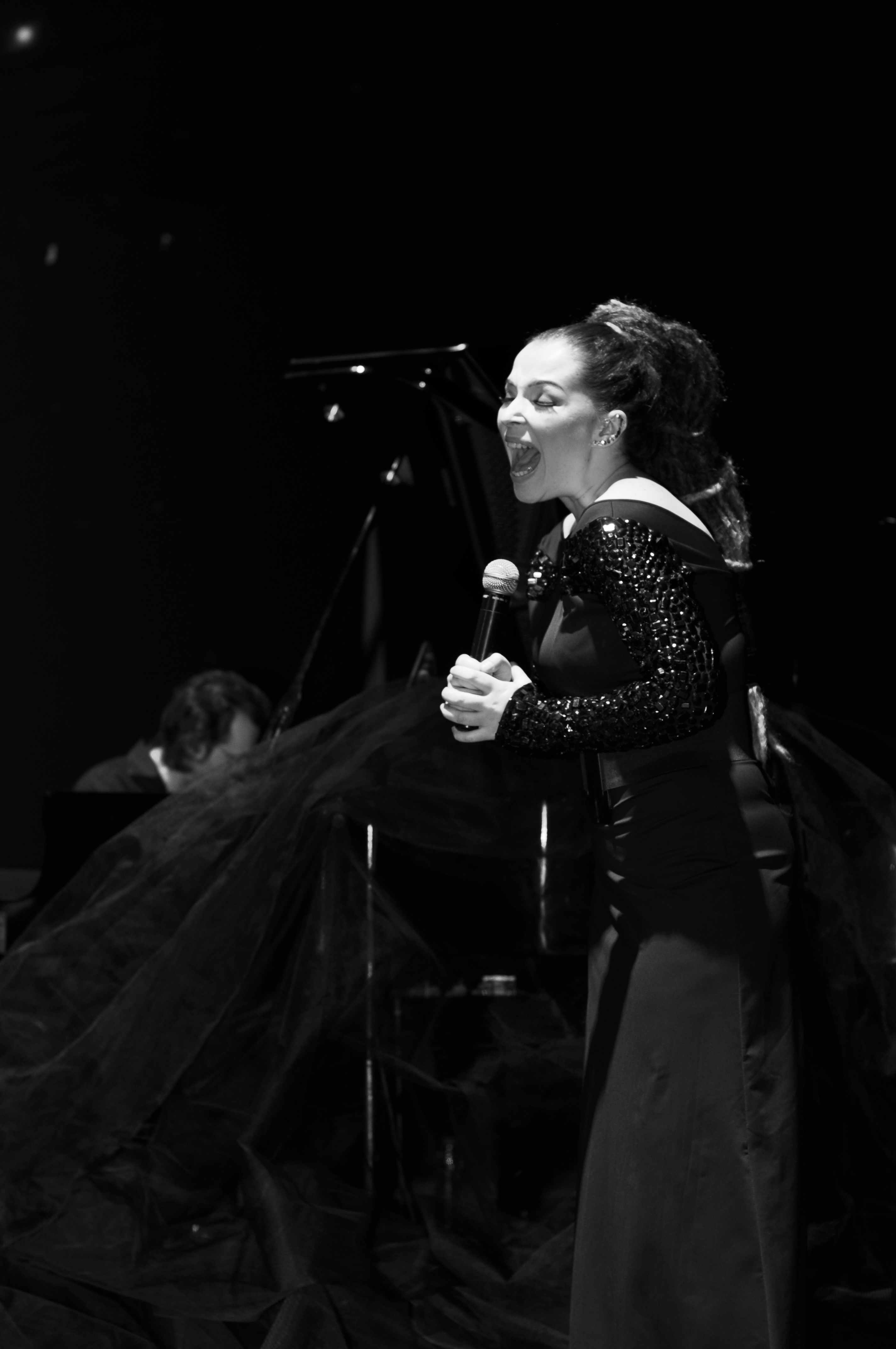
Erreichte Platz 5 beim Eurovision Song Contest 2012: Rona Nishliu, Sängerin für Albanien

- Rexhep Mitrovica (1887–1967), Politiker
- Xhafer Deva (1904–1978), Politiker
- Riza Lushta (1916–1997), Fußballspieler
- Bato Tomašević (1929–2017), Autor, jugoslawischer Diplomat, Chefredakteur und Fernsehdirektor
- Bajram Rexhepi (1954–2017), Politiker
- Hiljmnijeta Apuk (* 1956), Aktivistin für Behindertenrechte
- Vahedin Ajeti (* 1960), Fußballspieler
- Agim Hajrizi (1961–1999), Politiker, Menschenrechtler
- Stevan Stojanović (* 1964), Fußballspieler
- Maja Jaku (* 1971), Jazz- und Soulsängerin
- Mentor Miftari (* 1971), Fußballspieler
- Borislav Stevanović (1975–2022), Fußballspieler
- Miodrag Anđelković (* 1977), serbischer Fußballspieler
- Darko Spalević (* 1977), Fußballspieler
- Blero (* 1978), Sänger
- Nikola Lazetić (* 1978), Fußballspieler
- Žarko Lazetić (* 1982), Fußballspieler
- Aleksandar Čanović (* 1983), Fußballspieler
- Enis Imeri (* 1983), Karateka
- Milan Biševac (* 1983), Fußballspieler
- Kreshnik Fazliu „MC Kresha“ (* 1984), Rapper
- Miloš Krasić (* 1984), Fußballspieler
- Enis Alushi (* 1985), Fußballspieler
- Valon Behrami (* 1985), Fußballspieler
- Besar Nimani (1985–2024), Boxer
- Alban Meha (* 1986), Fußballspieler
- Rona Nishliu (* 1986), Sängerin
- Valdet Rama (* 1987), Fußballspieler
- Arid Uka (* 1990), Terrorist
- Elbenita Kajtazi (* 1991), Opernsängerin, Sopran
- Milan Milanović (* 1991), Fußballspieler
- Haris Hyseni (* 1992), Fußballspieler
- Nevena Božović (* 1994), Sängerin
- Nemanja Anđelković (* 1997), Fußballspieler
- Arbnor Muja (* 1998), albanisch-kosovarischer Fußballspieler